# سید مصطفی سیدهاشمی
سید مصطفی سیدهاشمی (زاده ۱۳۳۲ در مراغه) سیاستمدار ایرانی است که نماینده مجلس شورای اسلامی از حوزه انتخابیه مراغه و عجب‌شیر در دوره‌های چهارم، پنجم، ششم و هفتم بود. مالک رحمتی، استاندار آذربایجان شرقی نیز داماد او بود که در سانحه سقوط بالگرد در ورزقان کشته شد.

در جریان افتتاح هتل دریای مراغه، سخنانی از وی منتشر شد که در آن گفته بود: 
یک دندان انسان ماقبل تاریخ را به قیمت یک میلیون یورو به موزه لوور پاریس فروخته‌ایم و اکنون نیز این دندان در طبقه زیرین این موزه در معرض دید بازدید کنندگان قرار دارد.
اما وی با ارسال توضیحی به وبگاه تابناک، این گفته را تکذیب کرد و مدعی شد که سخنانش تحریف شده است.

## پیونده به بیرون
- سایت شخصی مصطفی سیدهاشمی
- سخنرانی وی پیرامون فسیل‌های مراغه